# (38396) 1999 RU193
1999 RU193 (asteroide 38396) é um asteroide da cintura principal. Possui uma excentricidade de 0.15339140 e uma inclinação de 13.08793º.
Este asteroide foi descoberto no dia 7 de setembro de 1999 por LINEAR em Socorro.